# ベティ・バウワーズ
ベティ・バウワーズ(Betty Bowers)は、風刺的なウェブサイト"BettyBowers.com"に登場するキャラクターで、空想上の主人公の名前である。　ベティー・バウワーズは、写真集と多数の風刺的なビデオの両方に出演し、今のところ、声優と喜劇女優のディベン・グリーン(Deven Green)が役を演じている。　

## 概要
キリスト教やクリスチャンを茶化した、パロディーまたはアメリカン・ジョーク、悪ふざけの類である。　

## ベティ・バウワーズの一代記
ミセス・ベティ・バウワーズは、『アメリカで最高のクリスチャン』(America's Best Christian)などという称号を自ら公言している。 彼女のウェブサイトによると、バウワーズ夫人は、「クリスチャン主婦を高潔に導く会」(B.I.T.C.H)とか、「バプテスト信者を同性愛（ホモ）から救う会」(B.A.S.H.) の、ような名称の、いくつかのキリスト教の宣教団体を“運営”している。彼女は「神様の、お気に入りの教会」などと自らが主張している、ランドオーバー・バプテスト教会の教会員である。ベティーはいつも軽蔑や非難の表情を自分の顔に浮かべながら、上品に気取って“お写真”に写っている。

## ウェブサイトの内容
ベティ・バウワーズのウェブサイトに関していえば、このキャラクターが、宗教右派、同性愛（ホモ）とゲイの法的権利、創造論、宗教原理主義、さらにアメリカ共和党、この他いろいろ・・・　に関する皮肉った文面を作りあげるのは、もう毎度のことである。
そのウェブサイトと“ニュースレター”の内容は様々なものであるが、その皮肉はときどき、わざとらしく人を狙って冷やかし半分に冗談で人を茶化すものであり、それに対して他の記事は、それら狙われた人のあら探しをすることがある内容である。
バウワーズは、とりわけ「ハリー・ポッターと賢者の石」、「ハンニバル」、そして「パッション」など、いくつかの映画の論評も書いている。　彼女の主張によれば、ハリーポッターは“地獄行きの片道切符”、そしてそれは魔法の叙述による恐怖映画であるという。　とはいえハンニバルは神様の本当のお姿の素敵な叙述、そしてパッションは偉大なファミリー映画である。・・・　などとコメントしている。
そのウェブサイトの内容だけではなく、そのキャラクターも、ポール A.ブラッドリー(Paul A. Bradley)によって考案された。彼もまた、"LandoverBaptist.org"（宗教に関連したパロディー・サイト）と、" Whitehouse.org" の、ウェブサイト製作者を指揮したひとりである。ブラッドリーは、同じキャラクターを基にした「ホワット・ウッド・ベティ・ドゥ？」（ベティは何をやらかすのでしょう？）の作者と同じく、ベティ・バウワーズのウェブサイト上の全ての資料を作成した、ただひとりの作者である。ブラッドリーは、「ホワイトハウス従業員ハンドブック」 (The White House Employee Handbook) と、「ジーザスランドに、ようこそ！」 (Welcome to Jesusland!) の共著者でもある。
ベティ・バウワーズは、これら3冊の本すべてにキャラクターとして出演している。
このキャラクターの苗字の由来は、ランドオーバー・バプテスト教会の教会員のハリー・ハードウィック兄弟という、お馴染みの仲間も含めて、1986年にアメリカ連邦最高裁判所の判決で支持されたジョージア男色法(Georgia sodomy law)の、“バウワーズ V.ハードウィック”(Bowers v. Hardwick)に由来している

## 参考図書
- Mrs. Betty Bowers as told to Paul Bradley, What Would Betty Do?  How to Succeed at the Expense of Others in This World and the Next, New York: Fireside, 2002, ISBN 0-7432-1601-6

## 関連事項
- ランドオーバー・バプテスト教会 - 米国アイオワ州の架空の町フリーホールドにあるという、架空の冗談宗教（パロディー）。
- 冗談宗教
- パロディ
- 風刺　（ふうし、諷刺）
- 皮肉　（イロニー、アイロニー）
- コメディアン
- フィクション